# Bruchia carinata
Bruchia carinata là một loài rêu trong họ Bruchiaceae. Loài này được Hampe R.H. Zander mô tả khoa học đầu tiên năm 1993.